# 米安·穆罕默德·谢里夫
米安·穆罕默德·谢里夫（旁遮普語、乌尔都语：‎，1919年11月18日—2004年10月19日），是一位巴基斯坦商人和實業家。 他的三个儿子中的两个：纳瓦兹和夏巴兹成为巴基斯坦总理。

## 早年
谢里夫1919年出生于英屬印度賈蒂烏瑪的一个商人家庭，他的祖先來自查謨和克什米爾土邦。 他是七兄弟中的一员。根据可靠的消息来源，他在現旁遮普邦上学，然后他搬到拉合尔接受大学教育，他在DAV学院学习。1936年，为了获得更好的经济机会，全家搬到了拉合尔。谢里夫曾在拉合尔的一家钢铁厂当工人，这家钢铁厂的老板是一位印度教徒。后来，他将自己的大部分成功和学识归功于这位商人的关心和慷慨。
1939年，谢里夫用借来的钱创办了一家小型钢铁铸造厂。 他的公司是旁遮普省最大的企业之一。
他与沙敏阿塔结婚，育有三个儿子：納瓦茲·謝里夫、夏巴茲·謝里夫和阿巴斯·謝里夫。他所有的孩子都成为了政治家。 他在拉合尔开发了一个福利项目--谢里夫医疗城。

## 晚年
2000年，谢里夫一家被当时的陆军参谋长佩爾韋茲·穆沙拉夫流放到沙特阿拉伯。2004年10月19日，謝里夫在吉達因為心力衰竭逝世，享年84岁。 他晚年患有心臟病，并接受了两次血管再成形術。1982年，他接受了第一次心脏搭桥手术。 他的葬礼于2004年10月30日在回教圣地麥加举行。 幾年後，他的骨灰安放於拉合爾的墓地。